# Quinto Vicentino
Quinto Vicentino är en ort och kommun i provinsen Vicenza i regionen Veneto i Italien. Kommunen hade 5 801 invånare (2018).